# اور ساسون
اور "اوری" ساسون (عبری: אור "אורי" ששון‎؛ زادهٔ ۱۸ اوت ۱۹۹۰) یک جودوکار اهل اسرائیل است. وی در بازی های اروپایی باکو توانسته مدال نقره را بدست بیاورد. وی در المپیک ریو نیز مدال برنز را کسب کرده است. و در مجموع برندهٔ ۱ مدال طلا، ۲ مدال نقره، ۱ مدال برنز شده‌است.